# 芳賀高勝
芳賀 高勝（はが たかかつ）は、室町時代後期から戦国時代にかけての武将。下野宇都宮氏の家臣。

## 出自
芳賀氏は清原氏の後裔。下野国の有力武士団・清党の棟梁で益子氏の紀党と共に紀清両党と呼ばれる。

## 生涯
芳賀景高の子として誕生。
父・景高が 明応6年（1497年）に没した後、芳賀氏の家督を継ぐ。その頃には宇都宮家中は宇都宮成綱派と芳賀景高派の二つに分かれて対立していた。当主・成綱と共に天英祥貞が開山した宝珠院を現在地（現栃木県真岡市）に移設し、寺名を海潮寺に改名したといわれている。また、宝珠院（宝珠庵）には永正7年（1510年）に下野国分寺内にある広済寺を寄進している。
高勝も晩年の父同様、主君・成綱を軽んじて、横暴に長じた。所領安堵文書を勝手に発給し、成綱が追認するという主従逆転の状況も発生していた。この頃の芳賀氏は3万石（清党含めて6万石）という家中屈指の所領を持っていたため、家臣でありながら軍事力も主家に匹敵していた。
永正3年（1506年）、古河公方足利政氏とその子・高基が家督を巡って対立する永正の乱が勃発すると、高勝は古河公方家の争いに介入し、政氏を支持した。しかし、当主の宇都宮成綱は高基を支持したため家中の分裂が決定的になった。小規模な内訌もあったという。主君・成綱は宇都宮家中が一致していないことを危惧し、また自身への権力の集中も兼ね、芳賀氏の粛清討伐を決意。成綱は着々と芳賀氏を打倒するだけの兵力を整えた。永正9年（1512年）、高勝は成綱の器量を危惧し謀略によって成綱の嫡男・忠綱に強引に家督を継承させ、成綱を強制的に隠居させる。
同年、宇都宮城内で成綱によって謀殺された。この出来事によって宇都宮錯乱という大きな内紛が発生し、宇都宮氏と芳賀氏が争う。成綱や家臣の壬生綱重、同盟国の結城氏らの活躍によって芳賀氏は敗北し、乱は鎮圧された。芳賀氏の勢力、軍事力は全盛期は約半分にまで弱体化した。

## 高勝の死後
宇都宮錯乱を経て、成綱の代に家中は一つになり、下野国統一への基盤が整えられるが、絶対的な権力者である成綱が混乱鎮静を見届けるかのように永正13年11月8日（1516年12月1日）、宇都宮城内で病没した。その後、高勝の弟・高経は宇都宮氏に復讐するために宇都宮家宿老の壬生綱房や結城氏の結城政朝らに協力を求め、暗躍する。その結果、高経の謀略によって、忠綱は宇都宮城を追放される。そして、成綱の三男・宇都宮興綱を新たな当主として立て、壬生綱房、芳賀高経、芳賀高孝による政治の専横が続くことになる。成綱・忠綱の代は古河公方の威光を利用し、戦国大名の先駆者として強大な勢力を誇った下野宇都宮氏は、宇都宮興綱、宇都宮尚綱の代で大きく弱体化し、近隣の大名に大きく後れをとることになる。